# Los Van Van
Los Van Van är en salsagrupp från Kuba som startades 1969 av orkesterledaren Juan Formell. De har under sin långa karriär förenat tradition med förnyelse inom salsamusiken.
Gruppen fick en Grammis på Grammisgalan för latinamerikansk musik i USA 2000, vilken de ej kunde ta emot personligen eftersom de nekades inresetillstånd i landet.
Gruppen gjorde en bejublad konsert 2003 på Festival Pampas Marina i Stockholm (arrangerad av Bar Brasil). Den 23 juli 2005 framträdde Los Van Van på Stockholm Jazz Festival.